# Aprilia SL 1000 Falco
L'Aprilia SL 1000 Falco – chiamata con il nome di Aprilia Falco, Aprilia SL 1000 o Aprilia SL Mille – è una motocicletta sportiva, prodotta dalla casa motociclistica italiana Aprilia dal 1999 al 2005.

## Descrizione
Presentata nel 1999 durante EICMA di Milano, la Falco è una motocicletta sportiva alimentata da un motore bicilindrico a V di 60° Rotax da 998 cc raffreddato a liquido prodotta a Noale in Italia. Il motore da 118 CV (88 kW) della Falco era una versione depotenziata del motore che equipaggiava la coeva RSV Mille, il quale invece erogava una potenza di 128 CV (95 kW). Le modifiche si concentravano ai doppi scarichi e al sistema di iniezione del carburante, che ne riducevano leggermente la potenza, ma ne miglioravano erogazione ai regimi bassi e medi. Il Falco era dotato di una semicarenatura, un telaio in lega, forcelle da 53 mm della Showa (e successivamente della Marzocchi) e doppi dischi anteriori della Brembo semiflottanti da 320 mm. La frizione aveva un sistema meccanico che simulava una frizione antisaltellamento, utilizzando un dispositivo che veniva attivato dal vuoto del collettore di aspirazione.
La Falco non era così estrema ed esasperata come la RSV Mille né una sport-tourer come la Aprilia Futura ma, piuttosto come la Yamaha TRX850, era invece una sportiva semi- carenata che si posizionava nel segmento di mercato occupato dalle Honda VTR 1000 e la Suzuki TL1000S.